# Apatelopteryx deceptrix
Apatelopteryx deceptrix är en fjärilsart som beskrevs av Sir George Hamilton Kenrick 1913. Apatelopteryx deceptrix ingår i släktet Apatelopteryx och familjen ädelspinnare. Inga underarter finns listade i Catalogue of Life.